# Notre-Dame de Quebec
La basílica menor-catedral de Notre-Dame de Quebec (Nuestra Señora de la ciudad de Quebec), ubicado en el número 20, Rue de Buade, en la ciudad de Quebec, Quebec, es el primado de la Iglesia de Canadá y el asiento de la Arquidiócesis de Quebec, es la catedral más antigua que se puede ver en el Nuevo Mundo desde México hacia el norte.
Es también la iglesia parroquial de la parroquia más antigua de América del Norte, y la primera iglesia en América del Norte en ser elevada al rango de basílica menor por el Papa Pío IX en 1874. Forma parte del Patrimonio Mundial de la UNESCO del Centro histórico de Quebec.

## Historia
La catedral no es la más antigua de América del Norte, pues en México existen catedrales e iglesias parroquiales que datan del siglo XVI. Sin embargo, podría considerarse como la más antigua de Canadá y de los EE. UU.
Situada en este sitio desde 1647, la Catedral ha sido dos veces destruida por el fuego a lo largo de los siglos.
Una iteración anterior de la iglesia fue destruida durante el asedio de Quebec en 1759. El campanario, sin embargo, fue diseñado por Jean Baillairgé, que también supervisó la construcción.
El interior fue diseñado por Jean Baillairgé y su hijo François entre 1786 y 1822. En 1843, hijo de François, Thomas, propuso una reconstrucción de la fachada a parecerse a la iglesia de Sainte-Geneviève de París, lo que resulta en la mejor fachada neoclásica en Quebec. La catedral estaba ricamente decorada con impresionantes obras de arte: el baldaquino, dosel, tarimas trono episcopal, vidrieras, pinturas, y la lámpara del coro (un regalo de Luis XIV).
En 1922 fue nuevamente destruida por el fuego, y restaurada de nuevo.

## Galería de imágenes

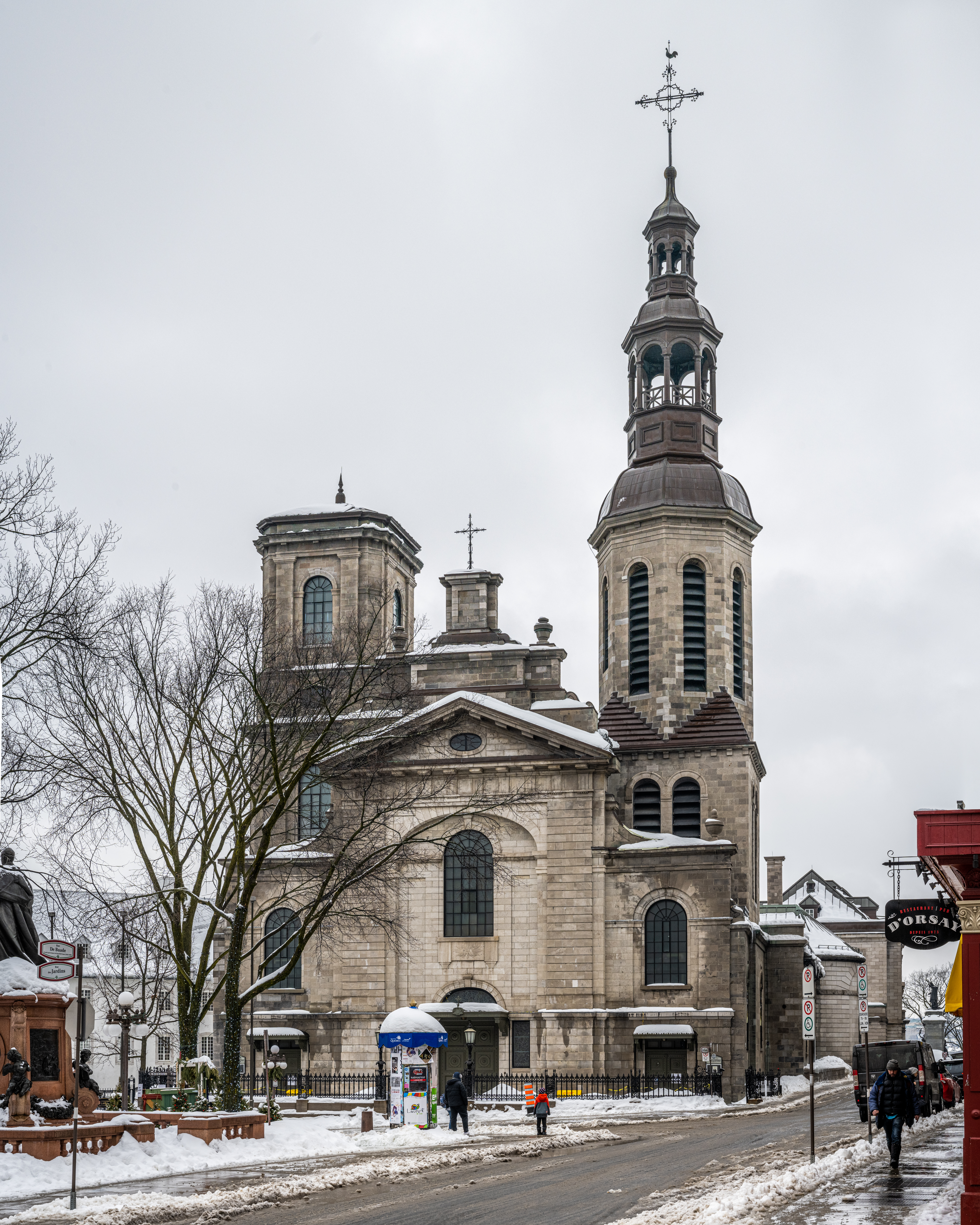
Vista frontal.
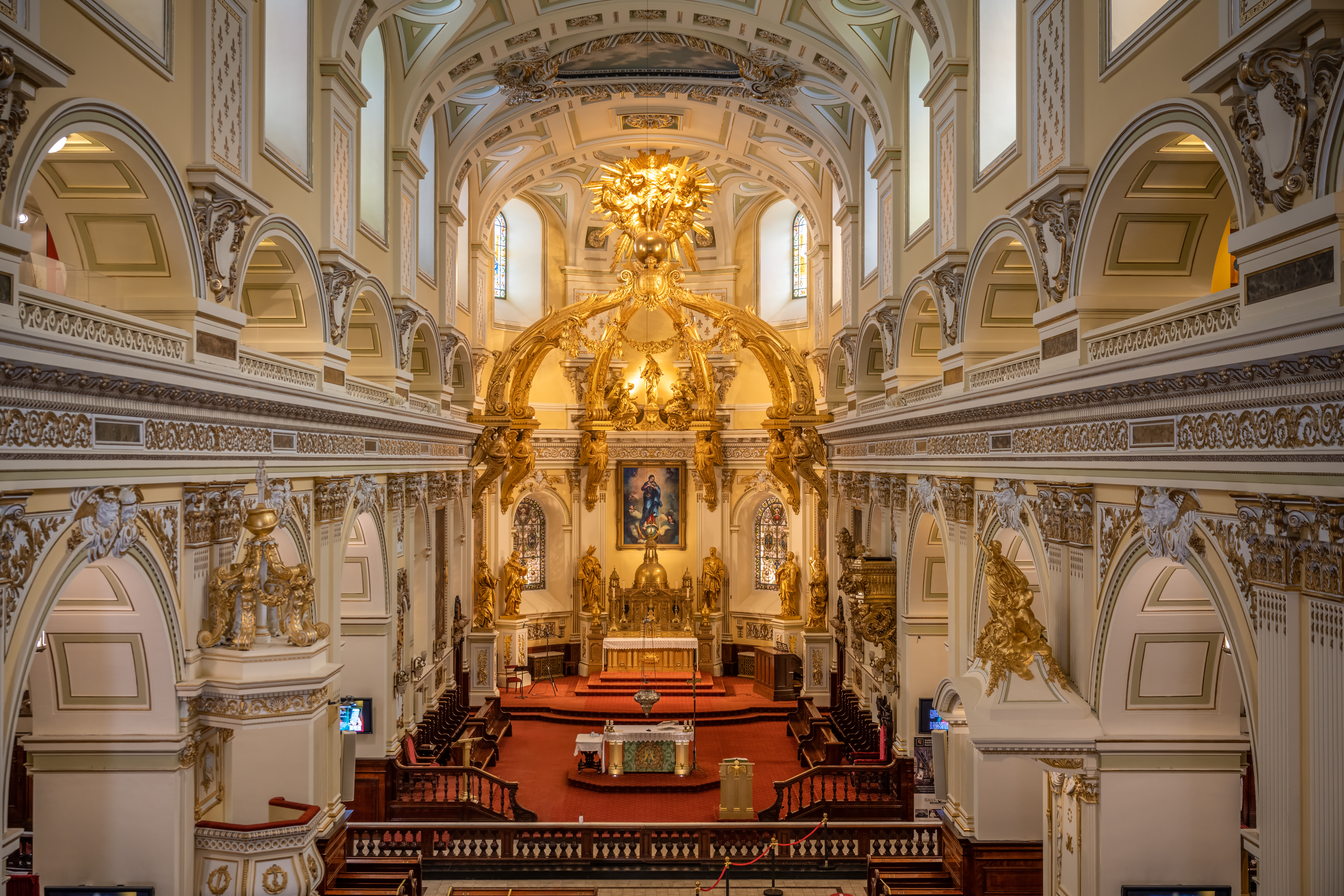
Altar dorado, vista interior.
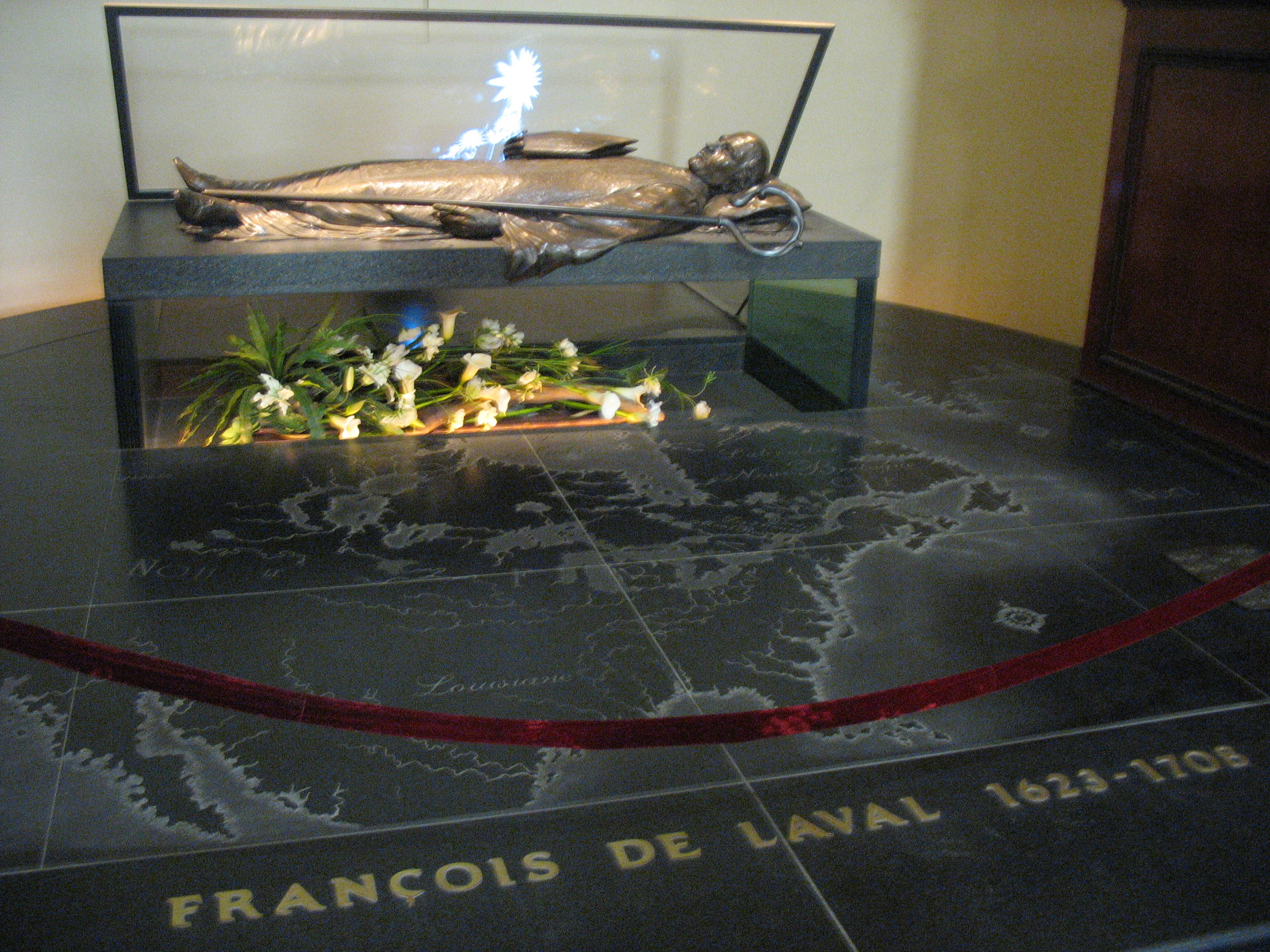
Tumba de San Francisco de Laval.

- Datos: Q2002465
- Multimedia: Basilique-cathédrale Notre-Dame de Québec / Q2002465